# Kulinarisches Erbe der Schweiz
Kulinarisches Erbe der Schweiz (französisch Patrimoine culinaire suisse, italienisch Patrimonio culinario svizzero, rätoromanisch Patrimoni culinar svizzer) ist eine mehrsprachige Online-Enzyklopädie der traditionellen Schweizer Küche. Zwischen 2004 und 2008 wurden rund 400 Produkte erfasst und danach weitere hinzugefügt und aktualisiert. In der Datenbank enthalten sind 25 mit der Herkunftsbezeichnung AOP und 16 mit IGP geschützte Produkte sowie 8 eingetragene Marken.
Am Anfang des Projekts stand im Jahr 2000 ein parlamentarisches Postulat des Nationalrats Josef Zisyadis, das die Erstellung eines Inventars der regionalen Spezialitäten forderte. Verschiedene touristische und landwirtschaftliche Kreise unterstützten dieses Anliegen, da sie sich davon eine bessere Wertschöpfung regionaler Produkte und die Bewahrung der kulinarischen Vielfalt versprachen.

## Verein
Finanziert durch Subventionen des Bundesamtes für Landwirtschaft und der Kantone sowie durch Spenden verschiedener weiterer Organisationen und Unternehmen, wurde im Jahr 2004 von Fachleuten aus Landwirtschaft und dem Ernährungsbereich der Verein Kulinarisches Erbe der Schweiz mit Sitz in Lausanne gegründet. Der Verein beauftragte eine Gruppe von Forschern, darunter auch Ethnologen und Historiker, mit dem Schreiben der Artikel und der Durchführung der Feldforschung bei Schweizer Bäckern, Metzgern, Kulturhistorikern, Archivaren und Bäuerinnen. Seit dem 9. Dezember 2008 ist die Datenbank in den vier Landessprachen kostenlos der Öffentlichkeit zugänglich.

## Inventar

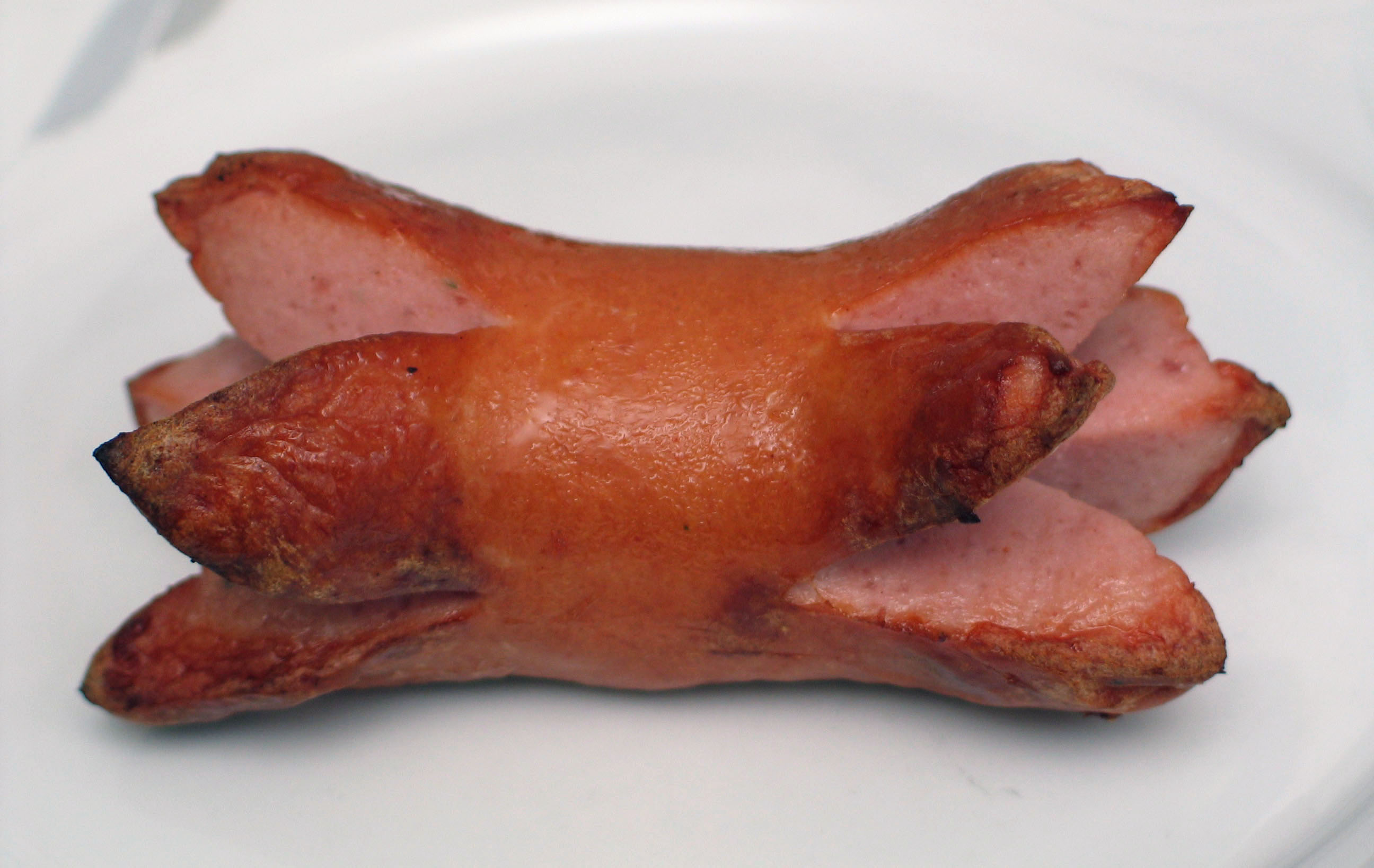
Der Cervelat ist Teil des Inventars

Damit ein Lebensmittel in die Datenbank aufgenommen wird, muss es als traditionell schweizerisch anerkannt sein, seit mindestens 40 Jahren produziert worden sein und weiterhin produziert werden. Das Projekt legt den Fokus auf verarbeitete Produkte und umfasst in erster Linie Produktgattungen, hinzu kommen einzelne unverarbeitete Produkte mit besonders hoher regionaler und kultureller Verankerung. Nicht in der Datenbank enthalten sind Weine und Rezepte.